# Raketa Island
Raketa Island (englisch; bulgarisch остров Ракета ostrow Raketa, deutsch ‚Raketeninsel‘) ist eine größtenteils vereiste, in west-östlicher Ausrichtung 511 m lange und 177 m breite Insel in der Gruppe der Dannebrog-Inseln im Wilhelm-Archipel vor der Graham-Küste des Grahamlands auf der Antarktischen Halbinsel. Sie liegt 4 km nördlich bis westlich der Westküste der Booth-Insel, 540 m südöstlich von Meduza Island, 2,96 km südsüdwestlich von Kosatka Island und 1,61 km nordwestlich der Rollet-Insel.
Britische Wissenschaftler kartierten sie 2001. Die bulgarische Kommission für Antarktische Geographische Namen benannte sie 2020 deskriptiv, da sie in ihrer Form entfernt an eine auf einer Startvorrichtung montierten Rakete erinnert.